# Robert Nouzaret
Robert Nouzaret, né le 29 septembre 1943 à Marseille dans les Bouches-du-Rhône, est un footballeur puis entraîneur français. 
Dans les années 1960 et 1970, il joue dans plusieurs clubs de l'élite du football français. Il devient ensuite entraîneur de plusieurs clubs en France et à l'étranger ainsi que de sélections nationales africaines. Il est président délégué de l'AC Arles-Avignon de novembre 2011 à janvier 2013.

## Biographie
Formé à l'Olympique lyonnais, il joue au poste de milieu de terrain puis de défenseur du milieu des années 1960 au milieu des années 1970.  il joue ensuite aux Girondins de Bordeaux, à Montpellier Littoral SC, au FC Gueugnon et termine sa carrière au Football Club Orléanais (devenu en 1982 le FCO Saint-Jean-de-la-Ruelle),.
Robert Nouzaret commence ensuite une longue carrière d'entraîneur. Connu pour son fort tempérament mais aussi pour sa franchise et ses qualités humaines, il contribue fortement à la renaissance d'une équipe de football professionnelle à Montpellier avec son ami d'enfance Louis Nicollin. Il entraîne à plusieurs reprises le Montpellier HSC, dont il en sera aussi le directeur sportif en 1991 et y restera en place pendant 5 ans, mais aussi l'Olympique lyonnais, l'AS Saint-Étienne, le Toulouse FC et le Sporting Club de Bastia. 
Il effectue également une carrière en Afrique où il est à deux reprises sélectionneur et directeur technique de l'équipe de Côte d'Ivoire. Il prend sa retraite d'entraîneur, le 31 août 2011, après un dernier poste de sélectionneur de la République démocratique du Congo. 
Il devient le 28 novembre 2011, président délégué de l'AC Arles-Avignon.
Le 1er mai 2020, Nouzaret annonce qu'il met un terme à sa carrière sportive d'entraîneur, après une dernière expérience au centre de formation de Montpellier HSC, venant ponctuer 37 années effectuées et 806 matchs officiels dirigés.

## Carrière

### Carrière de joueur
- 1964-1969 : Olympique lyonnais
- 1969-1970 : Girondins de Bordeaux
- 1970-1972 : Montpellier Littoral SC
- 1972-1974 : FC Gueugnon[4]
- 1974-1976 : Arago Orléans
- 1977-1978 : Montpellier PSC

### Carrière d'entraîneur
Le 9 août 2010, à l'âge de 67 ans, il annonce que la sélection de République démocratique du Congo est la dernière sélection qu'il entraînera avant sa retraite d'entraîneur. Il résilie son contrat avec la Fédération congolaise de football association le mercredi 31 août 2011 et met ainsi un terme à sa carrière d'entraîneur. Le 28 novembre 2011, il devient président délégué de l'AC Arles-Avignon.
- 1974-1976 : Football Club Orléanais
- 1976-1980 : Montpellier La Paillade SC
- 1980-1982 : SR Saint-Dié
- 1982-1983 : FC Bourges
- 1983-1985 : Montpellier La Paillade SC
- 1985-1988 : Olympique lyonnais
- 1988-1990 : SM Caen
- 1991-1996 : Montpellier HSC (manager du club)
- 1996-1998 : Équipe de Côte d'Ivoire de football (sélectionneur)
- 1998-09/2000 : AS Saint-Étienne
- 10/2000-2001 : Toulouse FC
- 2001-2002 : SC Bastia
- 2002-01/2004 : Équipe de Côte d'Ivoire de football (Sélectionneur)
- 02/2004-06/2005 : Montpellier HSC
- 07/2005-12/2005 : MC Alger
- 12/2006-06/2009 : Équipe de Guinée de football (sélectionneur)
- août 2010- septembre 2011 : République démocratique du Congo (sélectionneur)

## Palmarès

### Palmarès de joueur
- Vainqueur de la Coupe de France en 1967 avec l'Olympique lyonnais

### Palmarès d'entraîneur
- Champion de France de deuxième division en 1999 avec l'AS Saint-Étienne
- Finaliste de la Coupe de France en 2002 avec le SC Bastia